# Жанетт Лофф
Жанетт Лофф (англ. Jeanette Loff), при народженні Лов (англ. Lov; 9 жовтня 1906, Орофіно, Айдахо, США — 4 серпня 1942, Лос-Анджелес, Каліфорнія, США) — американська акторка і співачка.

## Біографія
Жанетт Лов народилася 9 жовтня 1906 року в Орофіно, Штат Айдахо, США.
Зіграла в 20-ти фільмах в період своєї 7-річної кінокар'єри в 1927—1934 роки. Також Лофф була співачкою, грала в мюзиклах.
Перший шлюб Лофф з Гаррі Роузнблумом закінчився розлученням в жовтні 1929 року. Зі своїм другим чоловіком, Бертом Е. Фрідлобом, вона була разом до своєї смерті в серпні 1942 року. Дітей не мала.
4 серпня 1942 року покінчила життя самогубством, випивши пляшечку аміаку.

## Вибрана фільмографія
- 1930 — Король джазу